# Nenad Tomović
Nenad Tomović (Kragujevac, 30 de agosto de 1987) es un futbolista serbio. Juega de defensa y su equipo es el F. K. Čukarički de la Superliga de Serbia.

## Selección nacional
Ha sido internacional con la selección de fútbol de Serbia en 22 ocasiones.

## Clubes
| Club                        | País   | Año       |
| --------------------------- | ------ | --------- |
| Estrella Roja de Belgrado   | Serbia | 2006-2009 |
| F. K. Rad (cedido)          | Serbia | 2006-2008 |
| Genoa C. F. C.              | Italia | 2009-2012 |
| U. S. Lecce (cedido)        | Italia | 2011-2012 |
| ACF Fiorentina              | Italia | 2012-2018 |
| A. C. ChievoVerona (cedido) | Italia | 2017-2018 |
| A. C. ChievoVerona          | Italia | 2018-2020 |
| S. P. A. L. (cedido)        | Italia | 2019-2020 |
| S. P. A. L.                 | Italia | 2020-2021 |
| AEK Larnaca                 | Chipre | 2021-2024 |
| Nea Salamina Famagusta      | Chipre | 2024-2025 |
| F. K. Čukarički             | Serbia | 2025-     |